# 양왕손
양왕손(楊王孫, ? ~ ?)은 전한 중기의 인물이다. 왕손은 자로, 이름은 양귀(楊貴)이며 경조윤 사람이다.

## 행적
무제 때 인물로, 황로학을 익혔고, 가산이 천 금이나 되었다. 병이 위독해져 죽음이 가까워지니, 아들에게 일렀다.
| “ | 나를 알몸으로 장사지내, 자연으로 돌려보내거라. 내가 죽거든 자루에 시체를 담고, 7척 깊이의 구덩이에 넣어서, 발을 당겨 자루에서 시체를 꺼내고, 흙으로 덮거라. | ” |

아들은 양왕손의 말을 따르기가 꺼려져, 아버지의 벗 증타에게 사정을 이야기하였다.
증타는 만일 죽은 이에게 지각이 있다면, 결국 알몸으로 선조를 뵙는 꼴이니 그러지 않는 것이 좋겠다며 그를 설득하였다. 그러나 양왕손은 너무 후하게 장사지내는 세태를 비판하며, 재화를 함께 묻는 것은 아무런 의미가 없음을 주장하였다. 증타는 동의하였고, 결국 양왕손은 알몸으로 묻혔다.

## 출전
- 반고, 《한서》 권67 양호주매운전